# Robert Coin
Pour les articles homonymes, voir Coin.
Robert Fleury Coin, né à Saint-Quentin le 17 décembre 1901 et mort à Lille le 12 février 1988 est un sculpteur français.

## Biographie

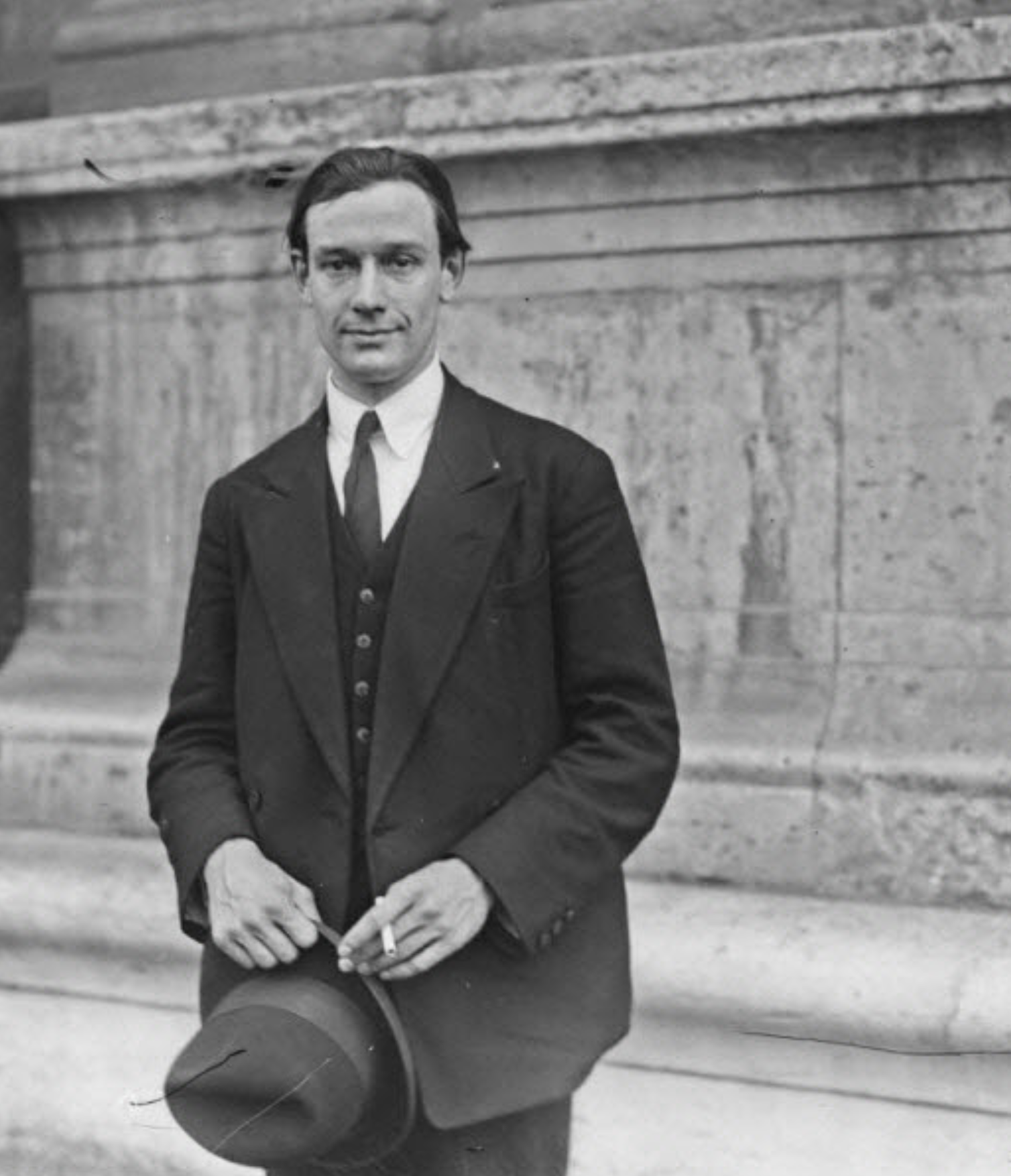
Robert Coin, juillet 1929, photo de presse alors qu'il vient d'obtenir le Grand Prix de Rome de gravure.

Fils de Gustave Fleury Clovis Coin (1866-1930), sculpteur actif à Saint-Quentin, natif de Lille et de Louisa Marie Ryckelinck (1864-1931), Robert Fleury Coin épouse Louise Lefebvre (1913-2007). Il est l’élève de Jean-Antoine Injalbert. Il obtient le premier second prix de Rome en 1929. Il dirige l’école des beaux-arts de Tourcoing de 1954 à 1966. Il est sociétaire du Salon des artistes français où il obtient en 1926 une médaille de bronze ainsi qu'une bourse de voyage la même année, puis remporte en 1929 le grand prix de Rome.
Robert Coin réalise de nombreuses œuvres publiques à Lille et dans le nord de la France. Il est notamment l'auteur d'un monument commémoratif de la défense nationale en 1870 à Lille, érigé en 1933. La maquette est conservée au palais des Beaux-Arts de Lille.
L'artiste réalise les tympans des portails et la frise intérieure de l'église Saint-Vaast d'Estaires en 1933.

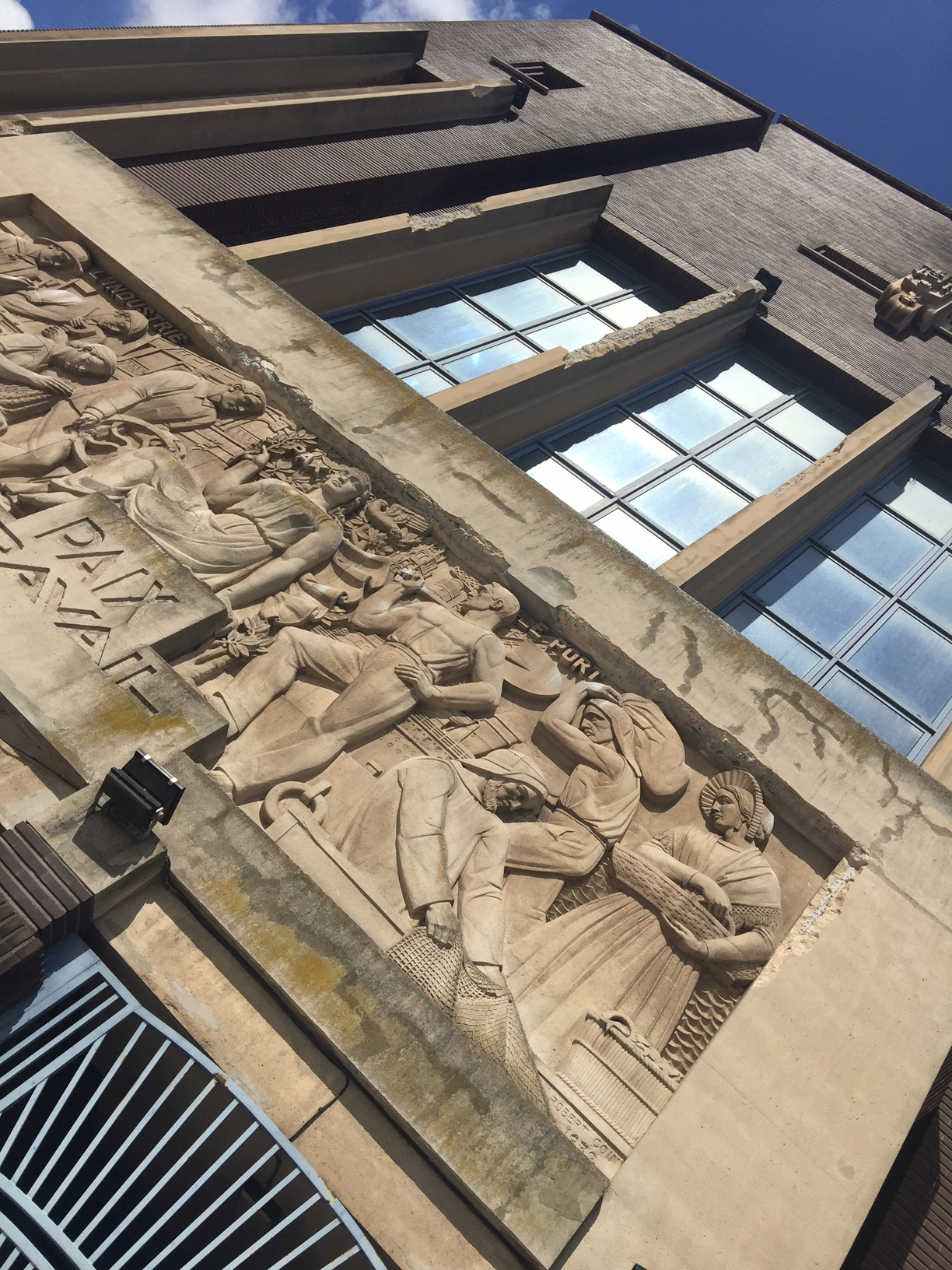
Bas-reliefs de la Bourse du Travail de Calais, 1939.

Il réalise le tympan de la faculté des lettres et de droit en 1944, les sculptures pour le portail méridional de la cathédrale Notre-Dame-de-la-Treille en 1941 ainsi que plusieurs monuments commémoratifs dans les églises de Lille, notamment un bas-relief à la mémoire de Mgr Henri Virleux en 1938. En 1939 il sculpte le bas-relief Paix et travail ainsi que le buste de Marianne pour la Bourse du Travail de Calais (architecte Roger Poyé).
On lui doit aussi le Monument aux morts de Saint-André-lez-Lille en 1946.
En 1955, le maire de Dunkerque, Paul Asseman, décide de décorer les grands salons de l'hôtel de ville. Robert Coin exécute huit panneaux décoratifs en staff, figurant des motifs allégoriques choisis par la municipalité. Les premiers panneaux sont posés dans la salle des Mariages en 1956. Ils représentent La Force dans l'adversité, La Prospérité dans la paix, L'Homme dominant la mer et L'Homme domptant le feu. Les suivants sont livrés en 1958 et placés dans l'ancienne salle du Conseil. Ils représentent L'Industrie, Le Commerce, L’Agriculture et La Marine.
Il réalise le monument aux anciens maires Gustave Delory et Roger Salengro à Lille en 1959.
Il réalise le Monument aux 68 fusillés du fort de Bondues en 1965. À Tourcoing, il réalise en 1973 le Monument à Jules Watteeuw, situé square Winston Churchill.

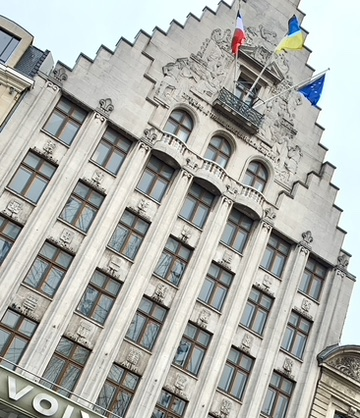
Bas-reliefs du bâtiment La Voix du Nord de Lille, 1937 (architectes Bazin, Laprade et Willoqueaux)

Il participe aux bas-reliefs de la façade du bâtiment du journal la Voix du Nord, sur la Grand Place de Lille , que l'on doit à Alfred Bottiau, et dont le palais des Beaux-Arts de Lille et le musée de Denain conservent les maquettes.
Il est aussi l'auteur des sculptures de la basilique Sainte-Thérèse de Lisieux. Il collabore avec Louis Richomme (1883-1975) pour le tympan du portail principal. Le crucifix de bronze du maître-autel de la basilique supérieure est considéré comme étant le chef-d'œuvre de l'artiste[réf. nécessaire].
Les hôtels de ville de Lille et de Béthune conservent chacun un exemplaire de son buste de Marianne en bronze.
La ville de Lille conserve une grande partie de ses archives et plusieurs esquisses pour des monuments de la ville.